# تورنش
ترنش (بالألمانية: Tornesch) هي بلدة ألمانية تقع في ألمانيا في شليسفيغ هولشتاين. يقدر عدد سكانها بـ 13,000 نسمة .

## المدن التوأمة
مدن غموندن، Strzelce Krajeńskie وJammerbugt Municipality هي مدن توأمة لـترنش.